# 新濠博亞博彩
新濠博亞博彩(澳門)股份有限公司（葡萄牙文：Melco PBL Jogos (Macau), S.A.，英文：Melco PBL Gaming (Macau) Limited）是一家將於澳門經營博彩業的公司，由澳洲的PBL集團與澳門新濠國際發展有限公司集團合營。2006年3月，新濠國際發展有限公司與澳洲PBL集團先合組成新濠博亞娛樂有限公司，表示將承投永利旗下副賭牌，並由兩個合作財團共同成立百寶來娛樂(澳門)股份有限公司作為承投賭牌的公司，交易於2006年9月11日獲得澳門特別行政區政府批准。2006年10月，百寶來娛樂(澳門)股份有限公司更名為新濠博亞博彩(澳門)股份有限公司。

## 歷史
- 2006年12月19日，新濠成功在美国纳斯达克证劵市场上市（股票代号：MPEL），集资超过11.4亿美元。根据Renaissance Capital以及IPOhome.com资料显示，该次上市活动为美国2006年第四大招股活动。
- 2011年12月7日，新濠在香港联合交易所主板作双重上市（股票代号：6883）。
- 2015年7月3日，新濠自愿撤销于香港联合交易所之上市地位。
- 2016年5月，新濠国际发展有限公司（「新濠国际」）成为新濠之单一最大股东。
- 2017年4月6日，新濠在纳斯达克上市的股票代号改为「MLCO」，公司亦正式展开其全新蜕变历程。
- 2018年7月，Melco Resorts在澳门新濠影汇（Studio City）开设了澳门第一个电竞体育场。
- 2019年5月31日，新濠博亚娱乐以每股13澳元，斥资17.6亿澳元(约95.68亿港元)现金向独立第三方CPH收购澳洲博彩公司皇冠集团（Crown Resorts）19.99%股权或1.35 亿股。
- 2019年10月29日，Melco Resorts宣布已投资2.48亿美元，用于支持日本的酒店项目。
- 2020年5月，Melco Resorts将其在皇冠渡假村（Crown Resorts）的全部股份出售给了黑石集团（Blackstone Group Inc.）[1]。

## 董事會
- A 組：
  - 詹姆斯·派克 James Douglas Packer (聯席主席兼執行董事)
  - John Henry Alexander (執行董事)
  - Geoffrey Raymond Kleemann (執行董事)
  - Rowen Bruce Craigie (執行董事)

- B 組：
  - 何猷龍(聯席主席兼行政總裁兼常務董事)
  - 徐志賢(執行董事)
  - 陳應達(執行董事)
  - 鍾玉文（執行董事）
  - Simon Edward Thomas Dewhurst(執行董事)
  - Ken Lam(執行董事)

## 屬下娛樂場
| 名稱                                                         | 地址               | 中場 | 貴賓廳 | 角子機場 | 開幕日期       |
| 摩卡皇都(Royal, Mocha)                                       | 皇都酒店           | －   | －     | ＊       | 2003年9月29日  |
| 摩卡駿景(Taipa Square, Mocha)                                | 駿景酒店           | －   | －     | ＊       | 2005年4月29日  |
| 摩卡新麗華(Sintra, Mocha)                                    | 新麗華酒店         | －   | －     | ＊       | 2005年11月18日 |
| 摩卡格蘭(Taipa, Mocha)                                       | 格蘭酒店           | －   | －     | ＊       | 2006年1月20日  |
| 摩卡海冠(Marina, Mocha)                                      | 海冠中心           | －   | －     | ＊       | 2006年11月30日 |
| 摩卡旅遊塔(Macau Tower, Mocha)                               | 澳門旅遊塔         | －   | －     | ＊       | 2011年9月17日  |
| 澳門新濠鋒娛樂場(前澳門皇冠娛樂場) (Altira (ex Crown) Macau) | 澳門新濠鋒酒店     | ＊   | ＊     | －       | 2007年5月12日  |
| 駿景酒店娛樂場(Hotel Taipa Square Casino)                    | 駿景酒店           | ＊   | ＊     | －       | 2008年6月12日  |
| 新濠天地娛樂場 (City of Dreams)                              | 新濠天地           | ＊   | ＊     | －       | 2009年         |
| 新口岸外港新填海區項目                                       | 新口岸外港新填海區 | ＊   | ＊     | ＊       | 2010年後落成   |
| 新濠影匯項目內娛樂場                                         | Studio City        | ＊   | ＊     | ＊       | 2015年10月27日 |

## 已公佈大型發展計劃

### 已发展完
- 新濠鋒酒店

前稱皇冠酒店，位於氹仔廣東大馬路、孫逸仙博士大馬路、杭州街、南京街交界。原址為由信德集團有限公司、合和實業有限公司及澳門旅遊娛樂有限公司發展之濠景花園第4期地段，2005年地皮轉售新濠國際發展有限公司。項目投資額十五億元。
地盤面積五萬六千平方呎，總建築面積達一百一十四萬平方呎，樓高一百六十米，共三十八層，將設有二百二十七間高級客房，
另設各式餐廳、皇冠娛樂場及摩卡(皇冠)角子機娛樂場。
- 新濠天地(The City of Dreams)

位於路氹城，毗鄰澳門科技大學，項目投資額八十億元。地盤面積一百二十二萬平方呎，總建築面積達四百八十七萬平方呎。
包括：澳門君悅酒店(GRAND HYATT)、澳門硬石酒店(HARDROCK)、皇冠度假酒店(CROWN TOWER)等三間酒店，提供共二千間客房；
兩座總樓面面積達一百五十三萬平方公呎服務式住宅、商場、擁有約四千個座位表演廳、水底娛樂場及摩卡(新濠天地)角子機娛樂場。預計2009年全部落成。
- 新濠影匯(Studio City)

2011年6月16日新濠國際旗下美國上市公司新濠博亞娛樂，將斥資合共三點六億美元（約二十八億港元）收購豐德麗40%與新加坡嘉德置地20%合資的東亞衛視持有的「星麗門」六成權益。
「星麗門」計畫開設三百至四百張賭枱及一千二百部老虎機，並因應政府發展非博彩業務要求，設有包括二十九萬平方呎的購物中心及二千間酒店房。2015年10月27日新濠影匯正式對外開張。

### 构想中
- Trinity項目 (新口岸外港新填海區第三個酒店及娛樂場項目)

位於澳門新口岸外港新填海區馬德里街、孫逸仙大馬路、馬濟時總督大馬路、宋玉生廣場交界處一幅面積為6,480.00平方米地塊，購地價十五億港元，交易計劃2007年首季完成。
另有消息稱新濠博亞博彩(澳門)股份有限公司有意收購毗鄰位於馬德里街、孫逸仙大馬路、馬濟時總督大馬路、冼星海大馬路之間地塊作一併發展第三個酒店及娛樂場項目。
但目前，于新濠博亞娛樂之官方網站，未見此項目之相關訊息。

## 新濠博亞娛樂
為集團旗下香港交易所上市公司，已除牌。

## 外部連結
- 新濠峰 （页面存档备份，存于）
- 新濠天地 （页面存档备份，存于）

1. ↑  . 美股之家. 2021-04-19  [2021-04-19]. （原始内容存档于2021-05-13）.